# Konfitowanie

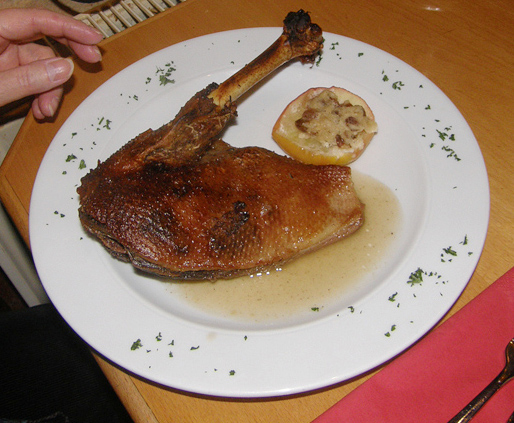
Konfitowane udko z kaczki

Konfitowanie (od francuskiego słowa confire, „konserwować”) – metoda konserwacji żywności poprzez długotrwałe gotowanie w tłuszczu w obniżonej temperaturze, niższej niż smażenie w głębokim tłuszczu. Podczas gdy smażenie na głębokim tłuszczu odbywa się zazwyczaj w temperaturze 160–230 °C, konfitowanie odbywa się w temperaturze do 90 °C a zwykle niższej.
W przypadku mięsa metoda ta wymaga jego zasolenia. Po zasoleniu i ugotowaniu w tłuszczu konfitowane mięso może przetrwać kilka miesięcy a nawet lat, jeśli jest szczelnie zamknięte i przechowywane w chłodnym i ciemnym miejscu. Konfitowanie jest specjalnością kuchni południowo-zachodniej Francji.

## Etymologia
Słowo pochodzi od francuskiego czasownika confire (konserwować), wywodzące się z łacińskiego conficere (robić, produkować, przygotowywać). Francuski czasownik został po raz pierwszy zastosowany w średniowieczu do opisu przetwarzania owoców gotowanych i konserwowanych w cukrze. Przetwory konfitowane pierwotnie były sposobem na konserwowanie mięsa bez konieczności chłodzenia.

## Konfitowanie owoców
Konfitowanie owoców to inaczej ich kandyzowanie. Całe owoce lub ich kawałki są konserwowane w cukrze, muszą być nim całkowicie nasączone i zachować swój kształt. Dlatego też małe owoce, takie jak wiśnie są konfitowane w całości, dość rzadko stosuje się tę technikę do dużych owoców, ponieważ czas i energia włożone w produkcję sprawia, że są one drogie.

## Konfitowanie mięs

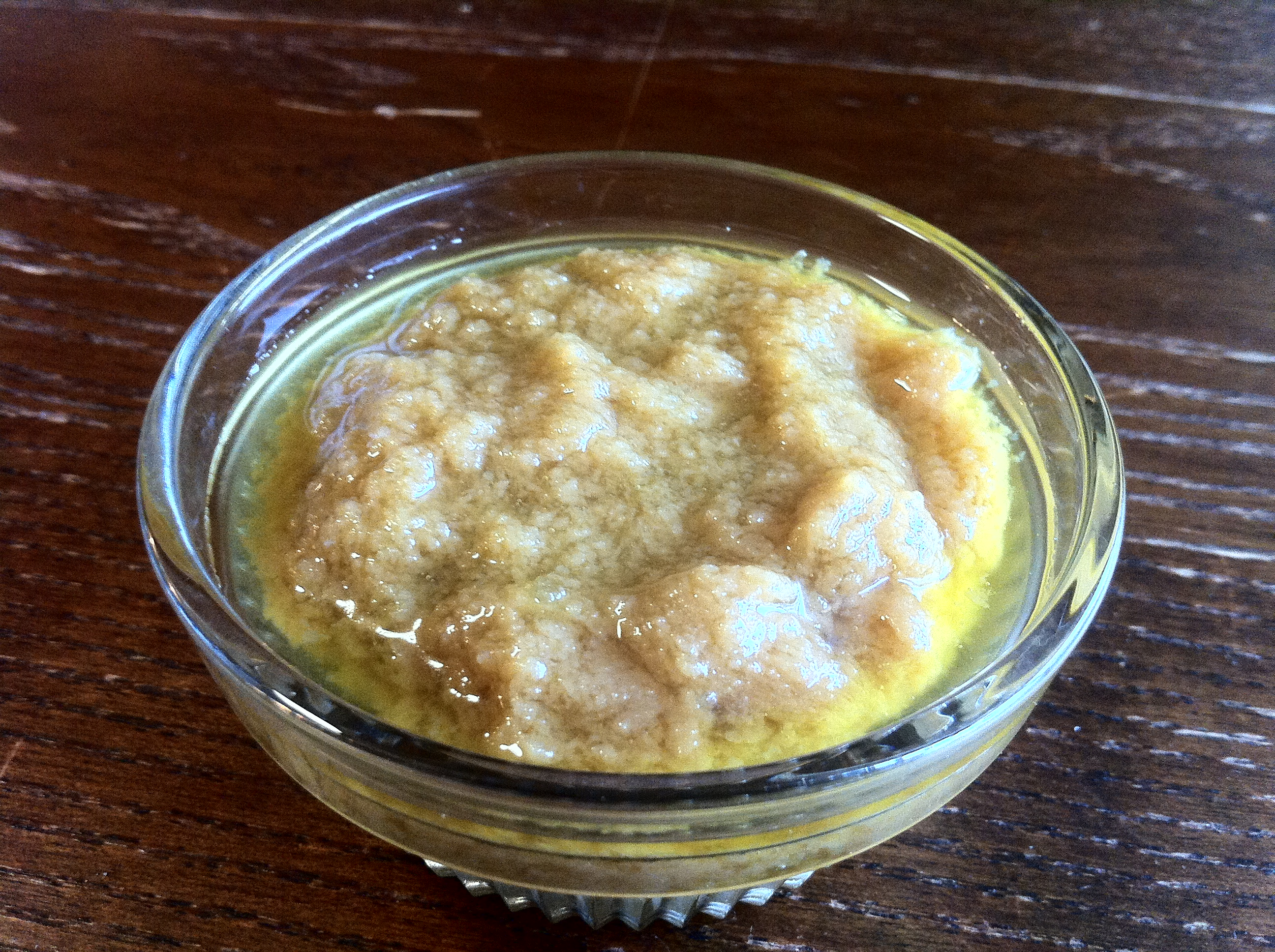
Konfitowany czosnek

Przy konfitowaniu gęsi (confit d’oie) lub kaczki (confit de canard) wykorzystuje się odnóża drobiu. Mięso jest solone i doprawiane ziołami, a następnie powoli gotowane w jego własnym wytopionym tłuszczu nie przekraczając 85 °C. Potem jest konserwowane poprzez ostudzenie i przechowywanie w tłuszczu. W ten sam sposób można przyrządzać indyka i wieprzowinę, jak również żołądki kacze. Konfitowane mięso jest specjalnością południowo-zachodniej Francji (Tuluza, Dordogne itp.) i jest wykorzystywanie m.in. w takich potrawach jak cassoulet.
W restauracjach confit zazwyczaj podaje się po dalszym przygotowaniu. Całą konfitowaną nogę piecze się aż do uzyskania chrupiącej skórki lub dodaje do naczynia żaroodpornego. Z konfitowanej nogi kaczki lub wieprzowiny przygotowuje się rillettes.
W Oksytanii do gotowania używa się tłuszczu gęsiego, w Prowansji używa się oliwy z oliwek. Mięso innych zwierząt niż ptactwo wodne jest często poddawane procesowi konfitowania, jednak nie jest uważane przez Francuzów za prawdziwe konfitowane mięso, jest określane jako en confit.

## Konfitowanie warzyw
W kuchni włoskiej stosuje się konfitowanie warzyw, m.in. z cebuli, chili i czosnku.